# Arabis patens
Arabis patens är en korsblommig växtart som beskrevs av William Starling Sullivant. Arabis patens ingår i släktet travar, och familjen korsblommiga växter. Inga underarter finns listade i Catalogue of Life.